# 江苏开放大学
江苏开放大学，原江苏广播电视大学，是位于江苏省南京市的一所公办成人高等院校，采用电视广播、文字音像、远程网络进行教学。
学校在全省设12所市电大以及众多分校。

## 历史
- 2012年12月，教育部批准江苏广播电视大学更名江苏开放大学。[2]

## 机构

### 省校
省电大有定淮门、定淮门东、挹江门、应天4个校区。下属：
- 传媒艺术系
- 城市科学系
- 信息工程系
- 建筑工程系
- 公共管理系
- 财经系
- 外语系
- 直属学院
- 职业技术学院（中专校）
- 继续教育学院
- 燎原学校

### 分校
全省设12所市电大（50所县级电大分校），1所直属分校和16所二级学院。
- 江苏电大农垦分校
- 江苏电大化工分校
- 镇江高等专科学校（镇江电大）
  - 镇江电大扬中分校
  - 镇江电大丹阳分校
  - 镇江电大丹徒分校
  - 镇江电大句容分校
  - 镇江电大建委分校
  - 镇江电大工行管理站
- 常州开放大学（原常州市广播电视大学）
  - 常州电大金坛分校
  - 常州电大溧阳分校
  - 常州电大武进分校
  - 常州电大郊区分校
  - 常州电大新区分校
- 无锡开放大学（原无锡市广播电视大学）
  - 无锡电大锡山分校
  - 无锡电大江阴分校
  - 无锡电大宜兴分校
- 苏州开放大学（原苏州市广播电视大学）
  - 苏州电大昆山分校
  - 苏州电大吴中分校
  - 苏州电大太仓分校
  - 苏州电大张家港分校
  - 苏州电大常熟分校
  - 苏州电大吴江分校
- 南通开放大学（原南通市广播电视大学）
  - 南通电大如皋分校
  - 南通电大通州分校
  - 南通电大如东分校
  - 南通电大海安分校
  - 南通电大海门分校
  - 南通电大启东分校
- 扬州开放大学（原扬州市广播电视大学）
  - 扬州电大仪征分校
  - 扬州电大江都分校
  - 扬州电大高邮分校
  - 扬州电大宝应分校
  - 扬州电大邗江分校
- 徐州开放大学（原徐州市广播电视大学）
  - 徐州电大睢宁分校
  - 徐州电大沛县分校
  - 徐州电大铜山分校
  - 徐州电大新沂分校
  - 徐州电大丰县分校
  - 徐州电大邳州分校
- 淮安市广播电视大学
  - 淮安电大金湖分校
  - 淮安电大楚州区分校
  - 淮安电大盱眙分校
  - 淮安电大淮阴区分校
  - 淮安电大洪泽县分校
  - 淮阴电大涟水县分校
- 盐城市广播电视大学
  - 盐城电大响水分校
  - 盐城电大大丰分校
  - 盐城电大东台分校
  - 盐城电大盐都分校
  - 盐城电大城区分校
  - 盐城电大建湖分校
  - 盐城电大射阳分校
  - 盐城电大阜宁分校
  - 盐城电大滨海分校
- 连云港市广播电视大学
  - 连云港电大赣榆分校
  - 连云港电大东海分校
  - 连云港电大灌南分校
  - 连云港电大灌云分校
  - 连云港电大港务局分校
- 泰州开放大学（泰州市广播电视大学）
  - 泰州电大靖江分校
  - 泰州电大泰兴分校
  - 泰州电大姜堰分校
  - 泰州电大兴化分校
- 宿迁市广播电视大学
  - 宿迁电大泗洪分校
  - 宿迁电大泗阳分校
  - 宿迁电大沭阳分校

## 知名校友
- 榮靜，擊劍運動員，2016年里约残奥会女子花剑A级冠軍，2012年伦敦残奥会女子重剑团体金牌